# Caballerocotyla abidjani
Caballerocotyla abidjani är en plattmaskart. Caballerocotyla abidjani ingår i släktet Caballerocotyla och familjen Capsalidae. Inga underarter finns listade i Catalogue of Life.